# Drukarka stronicowa
Drukarka stronicowa (ang. page printer) – drukarka, która drukuje od razu całą stronę. 
Urządzeniami tego typu mogą być drukarki LED, drukarki laserowe i drukarki atramentowe. W miarę postępu technicznego ich rozmiary znacznie zmalały, za to wzrosła szybkość działania, sięgająca nawet, w przypadku wysokiej klasy modeli, kilkuset stron na minutę.
Wśród drukarek stronicowych na rynku dominowały kiedyś drukarki laserowe, jednak w ostatnich latach znacznie zwiększył się udział drukarek atramentowych, których tanie modele są powszechnie wykorzystywane przez indywidualnych użytkowników, zwłaszcza w dobie fotografii cyfrowej.
Wadą jest brak możliwości druku na papierze ciągłym (tzw. składance).